# Дискография Dire Straits
Дискография британской рок-группы Dire Straits включает 6 студийных альбомов, 3 концертных альбома, 4 сборника, 8 видеоальбомов, 4 мини-альбома и 25 синглов.
Дебютный альбом Dire Straits был издан в 1978 году и уже годом позже добился международного признания. На нём коллектив сформировал блюзовое звучание в сочетании с такими жанрами, как рок, фолк и кантри. В США пластинка была распродана тиражом в 3 миллиона экземпляров, по всему миру — приблизительно в 11 миллионов. Следующий релиз, Communiqué, изданный в 1979 году, возглавил хит-парады Германии, Новой Зеландии, Швеции, но ни один сингл из пластинки не стал хитом. Третий альбом Making Movies, выпущенный в 1980 году, считается одной из лучших работ в дискографии Dire Straits. Love over Gold, выпущенный в 1982 году, был записан в жанре прогрессивный рок. Композиция «Private Investigations» добилась большого успеха и достигла 2 места в британском, израильском и ирландском чартах, в нидерландском и бельгийском она заняла 1 строчку. Пятый альбом Brothers in Arms, который был издан в 1985 году, стал самым успешным в творчестве коллектива и принёс Dire Straits международный успех. Всемирный тираж альбома составил 30 миллионов экземпляров, благодаря чему он стал бестселлером в Великобритании, а также продержался 14 недель на первой позиции в британском хит-параде. Британская ассоциация производителей фонограмм присвоила ему тринадцатикратный платиновый статус. Сингл «Money for Nothing» возглавил чарты Канады и США. Вторым успешным синглом из Brothers in Arms стала песня «Walk of Life», достигшая вершины ирландского хит-парада. После шестилетнего перерыва Dire Straits выпустили последний студийный альбом On Every Street. На нём коллектив сфокусировался на фолке, рокабилли и блюзе. Эта работа имела умеренный успех и была оценена рецензентами ниже, чем предыдущая. Несмотря на это, сингл «Calling Elvis» в хит-парадах Бельгии, Европы, Ирландии, Норвегии и Швейцарии занял 2 позицию.
| Сокращения названий стран (по стандарту ISO 3166-1) | Сокращения названий стран (по стандарту ISO 3166-1)                                                                                            | |
| --- | --- | --- |
| \| - AR — Аргентина - AT — Австрия - AU — Австралия - BE — Бельгия - BR — Бразилия - CA — Канада - CH — Швейцария - DE — Германия - DK — Дания - EU — Европейский союз \| - ES — Испания - FI — Финляндия - FR — Франция - GB — Великобритания - GR — Греция - HU — Венгрия - IE — Ирландия - IL — Израиль - IT — Италия \| - JP — Япония - NL — Нидерланды - NZ — Новая Зеландия - NO — Норвегия - PT — Португалия - RU — Россия - SE — Швеция - US — Соединённые Штаты Америки - ZA — ЮАР \| | | |
| - AR — Аргентина - AT — Австрия - AU — Австралия - BE — Бельгия - BR — Бразилия - CA — Канада - CH — Швейцария - DE — Германия - DK — Дания - EU — Европейский союз | - ES — Испания - FI — Финляндия - FR — Франция - GB — Великобритания - GR — Греция - HU — Венгрия - IE — Ирландия - IL — Израиль - IT — Италия | - JP — Япония - NL — Нидерланды - NZ — Новая Зеландия - NO — Норвегия - PT — Португалия - RU — Россия - SE — Швеция - US — Соединённые Штаты Америки - ZA — ЮАР |

## Студийные альбомы
| 1978                                                                       | Dire Straits - Релиз: Июнь - Лейбл: Vertigo Records - Форматы: LP, CS, CD, SACD, Stereo 8          | 3  | 17 | — | 2  | — | 3 | —  | —    | 1/194 | 5 | —  | —  | 225 | 3 | 2 | 10 | 6 | 2  | Список CA: 4х Платиновый CH: 2х Платиновый DE: Платиновый GB: 2х Платиновый US: 2х Платиновый |
| 1979                                                                       | Communiqué - Релиз: Октябрь - Лейбл: Vertigo Records - Форматы: LP, CS, CD, SACD                   | 5  | 7  | 5 | 5  | — | 1 | —  | —    | 3     | 5 | 38 | 17 | —   | 3 | 1 | 2  | 1 | 11 | Список CA: 2х Платиновый CH: 3х Платиновый DE: Платиновый ES: Платиновый FI: Золотой FR: 2х Платиновый GB: Серебряный US: Золотой |
| 1980                                                                       | Making Movies - Релиз: Октябрь - Лейбл: Vertigo Records - Форматы: LP, CS, CD, SACD                | 16 | 15 | — | 33 | — | 7 | —  | —    | 6     | 4 | —  | 1  | —   | 6 | 3 | 1  | 4 | 19 | Список CA: 2х Платиновый CH: Золотой DE: Золотой ES: Золотой FI: Золотой FR: Золотой GB: 2х Платиновый IT: Золотой US: Платиновый |
| 1982                                                                       | Love over Gold - Релиз: 1 сентября - Лейбл: Vertigo Records - Форматы: LP, CS, CD, SACD, HDCD      | 1  | 1  | 5 | 4  | — | 4 | —  | —    | 2     | 1 | —  | 1  | —   | 1 | 1 | 1  | 2 | 19 | Список AU: 2х Платиновый BE: Золотой CA: 2х Платиновый DE: Платиновый DK: Серебряный FI: Платиновый FR: Платиновый GB: 2х Платиновый ES: Золотой IL: Серебряный IT: Золотой NL: 2х Платиновый NZ: 3х Платиновый NO: Золотой SE: Золотой US: Золотой ZA: Платиновый |
| 1985                                                                       | Brothers in Arms - Релиз: 1 мая - Лейбл: Warner Bros Records - Форматы: LP, CS, CD, SACD, DualDisc | 1  | 1  | — | 1  | 1 | 1 | 10 | 1/64 | 1/111 | 1 | —  | 3  | 190 | 1 | 1 | 1  | 1 | 1  | Список AR: Золотой AT: 4х Платиновый AU: 17х Платиновый CA: 6х Платиновый CH: Бриллиантовый DE: Платиновый ES: 3х Платиновый FI: 2x Платиновый FR: Бриллиантовый GB: 13x Платиновый HK: Платиновый IT: Золотой NZ: 24x Платиновый SE: Золотой US: 9х Платиновый    |
| 1991                                                                       | On Every Street - Релиз: 10 сентября - Лейбл: Vertigo Records - Форматы: LP, CS, CD, DCC           | 1  | 1  | — | 3  | 1 | 1 | 1  | 10   | 1     | 1 | 12 | 1  | 15  | 1 | 1 | 1  | 1 | 12 | Список AT: Платиновый CA: Платиновый CH: 4х Платиновый DE: Платиновый ES: 4x Платиновый FI: Платиновый FR: Бриллиантовый GB: 2х Платиновый US: Платиновый |
| Знак «—» означает, что альбом не попал в чарт или не был выпущен в стране. | |    |    |   |    |   |   |    |      |       |   |    |    |     |   |   |    |   |    | |

## Концертные альбомы
| 1984                                                                       | Alchemy - Релиз: Март - Лейбл: Vertigo Records - Форматы: 2xLP, CS, 2xCD, Blu-ray, ЦД | 9 | 26 | 3  | 8 | 55 | 4  | 3  | —  | — | —  | 1  | 3  | 7 | 19 | 46  | Список AU: Золотой CA: Золотой DE: Золотой ES: Золотой FR: Золотой GB: Платиновый US: Золотой |
| 1993                                                                       | On the Night - Релиз: Май - Лейбл: Vertigo Records - Форматы: 2xLP, CS, 2xCD, DCC     | 1 | 34 | 5  | 7 | 97 | 1  | 4  | 27 | 3 | 82 | 2  | 10 | 5 | 14 | 116 | Список AT: Золотой CH: Золотой ES: Платиновый FR: 2х Платиновый GB: Серебряный                |
| 1995                                                                       | Live at the BBC - Релиз: 26 июня - Лейбл: Vertigo Records - Формат: CD                | — | —  | 45 | — | —  | 13 | 71 | —  | — | —  | 15 | —  | — | —  | —   | Список ES: Платиновый                                                                         |
| Знак «—» означает, что альбом не попал в чарт или не был выпущен в стране. |                                                                                       |   |    |    |   |    |    |    |    |   |    |    |    |   |    |     |                                                                                               |

## Сборники
| 1988                                                                       | Money for Nothing - Релиз: Октябрь - Лейблы: Vertigo Records, Phonogram Records - Форматы: LP, CS, CD                                       | 3  | 3  | —     | 1  | 2  | — | —  | —    | —  | 1 | 1  | —  | —  | 2 | 60 | 4  | 2  | 3 | — | 8 | 62 | Список CA: Платиновый CH: 3x Платиновый DE: Платиновый ES: Платиновый FI: Золотой FR: Бриллиантовый GB: 4x Платиновый HK: Золотой US: Платиновый                                                                                                 |
| 1998                                                                       | Sultans of Swing: The Very Best of Dire Straits - Релиз: 10 ноября - Лейбл: Warner Bros Records - Форматы: CD, HDCD                         | 4  | 5  | 3/6   | 3  | 6  | 6 | 3  | 4/44 | 1  | 1 | 6  | 10 | 10 | 3 | —  | 6  | 6  | 2 | 4 | 7 | —  | Список AR: Платиновый AU: Платиновый AT: Золотой BE: Платиновый BR: Платиновый CH: Платиновый DE: Золотой EU: 2x Платиновый ES: Платиновый FI: Платиновый FR: Платиновый GB: 2x Платиновый HU: Золотой NZ: Платиновый NO: Платиновый SE: Золотой |
| 2005                                                                       | The Best of Dire Straits & Mark Knopfler: Private Investigations - Релиз: 15 ноября - Лейбл: Mercury Records - Форматы: 2xCD (+DVD), 2xHDCD | 35 | 44 | 14/32 | 15 | 36 | 5 | 12 | 7    | 17 | 4 | 20 | —  | 10 | — | —  | 23 | 17 | 5 | 3 | 3 | —  | Список AU: Платиновый BE: Платиновый DK: Платиновый EU: Платиновый ES: Платиновый GB: 2x Платиновый IE: 2х Платиновый NZ: Платиновый PT: Платиновый SE: Золотой                                                                                  |
| 2009                                                                       | Brothers in Arms + On Every Street - Релиз: Июль - Лейбл: Vertigo Records - Формат: 2xCD                                                    | —  | —  | —     | —  | —  | — | —  | —    | —  | — | —  | —  | —  | — | —  | —  | —  | — | — | — | —  | |
| Знак «—» означает, что альбом не попал в чарт или не был выпущен в стране. | |    |    |       |    |    |   |    |      |    |   |    |    |    |   |    |    |    |   |   |   |    | |

## Видеоальбомы
| 1984                                                                       | Alchemy Live - Релиз: - Лейбл: PolyGram, Spectrum - Форматы: CDV, VHS, LD, DVD                    | 1 | 5 | 2/3 | 3 | 7 | 2 | 15 | 5 | 2 | 5 | Список AU: Золотой PT: Золотой                      |
| 1985                                                                       | Brothers in Arms (The Videosingles) - Релиз: - Лейбл: PolyGram - Форматы: CDV, VHS                | — | — | —   | — | — | — | —  | — | — | — |                                                     |
| 1987                                                                       | Twisting By the Pool - Релиз: - Лейбл: Warner Bros. Records - Формат: CDV                         | — | — | —   | — | — | — | —  | — | — | — |                                                     |
| 1988                                                                       | Walk of Life - Релиз: - Лейбл: Vertigo Records - Формат: CDV                                      | — | — | —   | — | — | — | —  | — | — | — |                                                     |
| 1989                                                                       | ExtendeDancEPlay - Релиз: - Лейбл: Vertigo Records - Формат: CDV                                  | — | — | —   | — | — | — | —  | — | — | — |                                                     |
| 1992                                                                       | The Videos - Релиз: - Лейбл: PolyGram - Форматы: VHS, LD                                          | — | — | —   | — | — | — | —  | — | — | — |                                                     |
| 1993                                                                       | On the Night - Релиз: - Лейбл: Vertigo Records - Форматы: VHS, LD, DVD                            | — | — | —   | — | — | — | 6  | — | — | — | Список AU: Платиновый                               |
| 1999                                                                       | Sultans of Swing — The Very Best of Dire Straits - Релиз: - Лейбл: PolyGram - Форматы: 2xVCD, DVD | — | — | —   | — | — | — | 4  | — | — | — | Список AU: 5х Платиновый BR: Платиновый GB: Золотой |
| Знак «—» означает, что альбом не попал в чарт или не был выпущен в стране. |                                                                                                   |   |   |     |   |   |   |    |   |   |   |                                                     |

## Бокс-сеты
| Год                                                                        | Альбом                                                                                                | Позиция в чартах | Позиция в чартах | Позиция в чартах | Позиция в чартах | Позиция в чартах | Позиция в чартах | Позиция в чартах | Позиция в чартах | Позиция в чартах | Позиция в чартах | Позиция в чартах | Позиция в чартах |
| Год                                                                        | Альбом                                                                                                | AU               | AT               | CH               | DE               | DK               | FR               | GB               | NL               | NZ               | NO               | SE               | US               |
| -------------------------------------------------------------------------- | --- | ---------------- | ---------------- | ---------------- | ---------------- | ---------------- | ---------------- | ---------------- | ---------------- | ---------------- | ---------------- | ---------------- | ---------------- |
| 1991                                                                       | On Every Street - Релиз: - Лейбл: Vertigo Records - Форматы: CD, CS                                   | —                | —                | —                | —                | —                | —                | —                | —                | —                | —                | —                | —                |
| 2013                                                                       | The Studio Albums 1978 — 1991 - Релиз: Ноябрь - Лейблы: Mercury Records, Vertigo Records - Формат: LP | —                | —                | —                | 69               | —                | —                | —                | —                | —                | —                | —                | —                |
| Знак «—» означает, что альбом не попал в чарт или не был выпущен в стране. | |                  |                  |                  |                  |                  |                  |                  |                  |                  |                  |                  |                  |

## Мини-альбомы
| Год                                                                        | Альбом | Позиция в чартах | Позиция в чартах | Позиция в чартах | Позиция в чартах | Позиция в чартах | Позиция в чартах | Позиция в чартах | Позиция в чартах | Позиция в чартах | Позиция в чартах | Позиция в чартах | Позиция в чартах | Сертификации          |
| Год                                                                        | Альбом | AU               | AT               | CH               | DE               | DK               | FR               | GB               | NL               | NZ               | NO               | SE               | US               | Сертификации          |
| -------------------------------------------------------------------------- | --- | ---------------- | ---------------- | ---------------- | ---------------- | ---------------- | ---------------- | ---------------- | ---------------- | ---------------- | ---------------- | ---------------- | ---------------- | --------------------- |
| 1983                                                                       | ExtendedancEPlay - Релиз: 10 января - Лейбл: Warner Bros Records - Форматы: LP, CS                           | —                | —                | —                | —                | —                | —                | —                | —                | —                | —                | —                | —                | Список CA: Платиновый |
| 1993                                                                       | Encores - Релиз: 10 мая - Лейбл: Vertigo Records - Форматы: LP, CS, CD                                       | —                | —                | —                | —                | —                | —                | —                | —                | —                | —                | —                | —                |                       |
|                                                                            | Synchronised Perfection (Совместно с Родом Стюартом и 10cc) - Релиз: - Лейбл: Mercury Records - Формат: 3xLP | —                | —                | —                | —                | —                | —                | —                | —                | —                | —                | —                | —                |                       |
| 2015                                                                       | The Honky Tonk Demos - Релиз: 18 апреля - Лейбл: Mercury Records - Форматы: LP                               | —                | —                | —                | —                | —                | —                | —                | —                | —                | —                | —                | —                |                       |
| Знак «—» означает, что альбом не попал в чарт или не был выпущен в стране. | |                  |                  |                  |                  |                  |                  |                  |                  |                  |                  |                  |                  |                       |

## Синглы
| 1978                                                                       | «Sultans of Swing»                          | —  | —  | 14 | 4  | —  | 20 | — | —  | 8  | 6  | 12 | 11 | 12 | —  | —  | 4  | 47 | —  | 3 | Список CA: Золотой GB: Серебряный | Dire Straits               |
| 1978                                                                       | «Water of Love»                             | —  | —  | —  | —  | —  | —  | — | —  | —  | —  | —  | 28 | —  | —  | —  | —  | —  | —  | — |                                   | Dire Straits               |
| 1979                                                                       | «Lady Writer»                               | —  | —  | —  | 51 | —  | —  | — | —  | 51 | —  | —  | 18 | 39 | —  | —  | 45 | —  | —  | — |                                   | Communiqué                 |
| 1979                                                                       | «Once Upon a Time In the West»              | —  | —  | —  | —  | —  | —  | — | —  | —  | —  | —  | —  | —  | —  | —  | —  | —  | —  | — |                                   | Communiqué                 |
| 1980                                                                       | «Romeo and Juliet»                          | —  | —  | —  | —  | —  | —  | — | —  | 8  | 5  | —  | —  | —  | —  | —  | —  | —  | —  | — | Список IT: Золотой                | Making Movies              |
| 1980                                                                       | «Tunnel of Love»                            | —  | —  | —  | —  | —  | 44 | — | —  | 54 | —  | 31 | 28 | —  | —  | —  | —  | —  | —  | — |                                   | Making Movies              |
| 1980                                                                       | «Skateaway»                                 | —  | —  | —  | —  | —  | —  | — | —  | 37 | 17 | —  | —  | 47 | —  | —  | 58 | —  | —  | — |                                   | Making Movies              |
| 1982                                                                       | «Private Investigations»                    | —  | 19 | 1  | —  | 4  | —  | — | —  | 2  | 2  | 15 | 1  | 16 | —  | —  | —  | —  | —  | — | Список GB: Серебряный             | Love over Gold             |
| 1982                                                                       | «Industrial Disease»                        | —  | —  | —  | 10 | —  | —  | — | —  | —  | —  | —  | —  | —  | —  | —  | 75 | —  | —  | — |                                   | Love over Gold             |
| 1983                                                                       | «Twisting By the Pool»                      | —  | —  | 6  | 18 | 11 | 31 | — | —  | 14 | 13 | —  | 6  | 1  | 6  | 13 | —  | —  | —  | — |                                   | ExtendedancEPlay           |
| 1983                                                                       | «If I Had You»                              | —  | —  | —  | —  | —  | —  | — | —  | —  | —  | —  | —  | —  | 9  | —  | —  | —  | —  | — |                                   | ExtendedancEPlay           |
| 1984                                                                       | «Love Over Gold (Live) / Solid Rock (Live)» | —  | —  | —  | —  | —  | —  | — | —  | 50 | —  | —  | 43 | 29 | —  | —  | —  | —  | —  | — |                                   | Alchemy: Dire Straits Live |
| 1985                                                                       | «So Far Away»                               | —  | —  | 21 | 24 | 6  | —  | — | —  | 20 | 14 | 33 | 23 | 25 | 4  | 7  | 19 | 3  | —  | 5 |                                   | Brothers in Arms           |
| 1985                                                                       | «Money for Nothing»                         | 4  | 7  | 38 | 1  | 22 | 19 | — | 34 | 4  | 6  | —  | 35 | 4  | —  | —  | 1  | —  | —  | — | Список CA: Золотой GB: Серебряный | Brothers in Arms           |
| 1985                                                                       | «Brothers in Arms»                          | —  | —  | —  | —  | —  | —  | — | —  | 16 | 10 | —  | 59 | 5  | —  | —  | —  | —  | —  | — |                                   | Brothers in Arms           |
| 1985                                                                       | «Walk of Life»                              | —  | 18 | 32 | 7  | 24 | 15 | — | —  | 2  | 1  | —  | 17 | 3  | —  | —  | 7  | 4  | —  | 2 |                                   | Brothers in Arms           |
| 1985                                                                       | «Your Latest Trick»                         | —  | —  | —  | —  | —  | —  | — | —  | 26 | 6  | —  | —  | 47 | —  | —  | —  | —  | —  | — |                                   | Brothers in Arms           |
| 1986                                                                       | «Why Worry»                                 | —  | —  | —  | —  | —  | —  | — | —  | —  | —  | —  | —  | —  | —  | —  | —  | —  | —  | — |                                   | Brothers in Arms           |
| 1991                                                                       | «Calling Elvis»                             | 8  | 8  | 2  | 4  | 2  | 8  | 3 | 7  | 21 | 2  | 3  | 4  | 9  | 2  | 6  | —  | —  | 25 | — |                                   | On Every Street            |
| 1991                                                                       | «Heavy Fuel»                                | 26 | —  | 19 | 53 | —  | 48 | — | 32 | 55 | —  | 22 | 25 | 34 | —  | —  | —  | —  | 22 | — |                                   | On Every Street            |
| 1991                                                                       | «Ticket to Heaven»                          | —  | —  | —  | —  | —  | —  | — | —  | —  | —  | —  | 43 | —  | —  | —  | —  | —  | —  | — |                                   | On Every Street            |
| 1992                                                                       | «On Every Street»                           | —  | —  | —  | —  | —  | —  | — | 23 | 42 | —  | —  | 42 | —  | —  | —  | —  | —  | —  | — |                                   | On Every Street            |
| 1992                                                                       | «The Bug»                                   | —  | —  | 36 | 25 | —  | 52 | — | 44 | 67 | —  | 24 | —  | —  | —  | —  | —  | —  | —  | — |                                   | On Every Street            |
| 1992                                                                       | «You and Your Friend»                       | —  | —  | —  | —  | —  | —  | — | 49 | —  | —  | —  | 62 | —  | —  | —  | —  | —  | —  | — |                                   | On Every Street            |
| 1993                                                                       | «Encores»                                   | 47 | 19 | 18 | —  | 20 | 34 | 3 | 1  | 31 | —  | —  | 3  | —  | 10 | —  | —  | —  | —  | — |                                   | On the Night               |
| Знак «—» означает, что альбом не попал в чарт или не был выпущен в стране. |                                             |    |    |    |    |    |    |   |    |    |    |    |    |    |    |    |    |    |    |   |                                   |                            |

## Другие издания
| Год                                                                        | Альбом | Позиция в чартах | Позиция в чартах | Позиция в чартах | Позиция в чартах | Позиция в чартах | Позиция в чартах | Позиция в чартах | Позиция в чартах | Позиция в чартах | Позиция в чартах | Позиция в чартах | Позиция в чартах |
| Год                                                                        | Альбом | AU               | AT               | CH               | DE               | DK               | FR               | GB               | NL               | NZ               | NO               | SE               | US               |
| -------------------------------------------------------------------------- | --- | ---------------- | ---------------- | ---------------- | ---------------- | ---------------- | ---------------- | ---------------- | ---------------- | ---------------- | ---------------- | ---------------- | ---------------- |
| 1981                                                                       | The King Biscuit Flower Hour 2/1/81 (совместно с Thin Lizzy) - Релиз: 1 февраля - Лейбл: Неизвестен - Формат: LP | —                | —                | —                | —                | —                | —                | —                | —                | —                | —                | —                | —                |
| 2005                                                                       | Flashing for Money (совместно с Deep Dish) - Релиз: - Лейбл: Absolute Sound - Форматы: LP, CD                    | —                | —                | —                | —                | —                | 48               | —                | —                | —                | —                | —                | —                |
| 2005                                                                       | Say Hello (совместно с Deep Dish) - Релиз: - Лейбл: Happy Music - Форматы: LP, CD                                | —                | —                | —                | —                | —                | —                | —                | —                | —                | —                | —                | —                |
| Знак «—» означает, что альбом не попал в чарт или не был выпущен в стране. | |                  |                  |                  |                  |                  |                  |                  |                  |                  |                  |                  |                  |

## Видеоклипы
Данный список составлен на основе информации сайта mvdbase.com.
| Год  | Песня                          | Режиссёр(ы)                                    |
| ---- | ------------------------------ | ---------------------------------------------- |
|      | «Wild West End»                |                                                |
| 1979 | «Sultans of Swing» (Live)      |                                                |
| 1979 | «Once Upon a Time In the West» |                                                |
| 1980 | «Solid Rock»                   |                                                |
| 1980 | «Tunnel of Love»               | Лестер Букбиндер                               |
| 1980 | «Skateaway»                    | Лестер Букбиндер                               |
| 1981 | «Romeo and Juliet»             | Лестер Букбиндер                               |
| 1982 | «Love over Gold»               | Питер Синклер                                  |
| 1982 | «Private Investigations»       | Тони Папа (Версия 1), Роджер Лайонс (Версия 2) |
| 1983 | «Twisting By the Pool»         | Питер Синклер                                  |
| 1985 | «Money for Nothing»            | Стив Бэррон (Версия 2)                         |
| 1985 | «Walk of Life»                 | Стивен Р. Джонсон (Версия 1)                   |
| 1985 | «Brothers in Arms»             | Билл Мэтер                                     |
| 1986 | «So Far Away»                  | Питер Корниш                                   |
| 1990 | «Money for Nothing» (Live)     |                                                |
| 1991 | «Calling Elvis»                | Стив Бэррон                                    |
| 1991 | «Heavy Fuel»                   | Стив Бэррон                                    |
| 1992 | «The Bug»                      | Стивен Джонсон                                 |
| 1993 | «Your Latest Trick» (Live)     |                                                |

## Саундтреки
| Год  | Материал              | Альбом                                     | Песня              |
| ---- | --------------------- | ------------------------------------------ | ------------------ |
| 1981 | Riding High           | Riding High — The Original Film Soundtrack | «Solid Rock»       |
| 1982 | «Офицер и джентльмен» | An Officer and a Gentleman                 | «Tunnel of Love»   |
| 1986 | Conspiracy of Hope    | Conspiracy of Hope                         | «Brothers in Arms» |
| 1991 | «Марио»               | Nintendo — White Knuckle Scorin’           | «Iron Hand»        |